# Palaeontological Association
PalAss
La Palaeontological Association (PalAss en abrégé) est une organisation caritative basée au Royaume-Uni fondée en 1957 pour la promotion de l'étude de la paléontologie et de ses sciences connexes.

## Publications

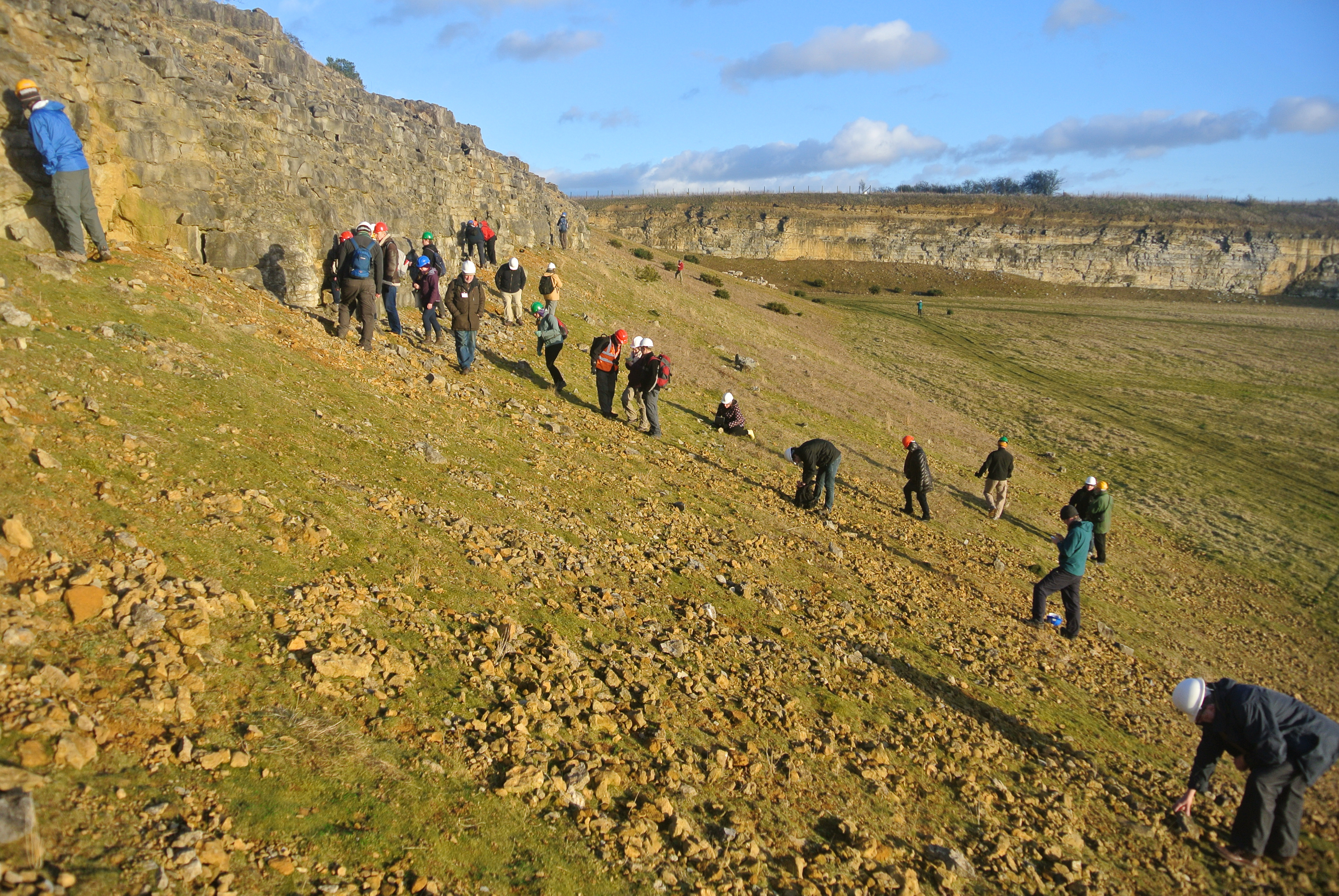
Excursion sur le terrain de l'Association paléontologique à la carrière de Spaunton, dans le Yorkshire (décembre 2014). L'unité rocheuse principale est la formation d'oolite corallienne (Jurassique supérieur).

L'Association publie deux revues principales : Palaeontology et Papers in Palaeontology. Cette dernière succède à Special Papers in Palaeontology, aujourd'hui abandonnée. En outre, la Palaeontology Newsletter est publiée trois fois par an et la série Field Guides to Fossils, qui couvre les biotes paléontologiques importants, est publiée sous forme de livre.

## Récompenses
L'Association décerne un certain nombre de récompenses, notamment le prix Gertrude Elles pour un engagement public de haute qualité ; le prix Mary Anning pour les contributions exceptionnelles de personnes non professionnelles en paléontologie ; le prix Hodson pour une réussite exceptionnelle en début de carrière ; la médaille du président en tant que récompense de milieu de carrière ; et la plus haute distinction de l'organisation pour une réussite exceptionnelle tout au long de sa vie, la médaille Lapworth.

### Lauréats de la médaille du président
Source: The Palaeontological Association Medal and Award Winners List